# UFC Fight Night: Rockhold vs. Philippou
UFC Fight Night: Rockhold vs. Philippou（ユーエフシー・ファイトナイト：ロックホールド・バーサス・フィリッポウ、別名UFC Fight Night 35）は、アメリカ合衆国の総合格闘技団体「UFC」の大会の一つ。2014年1月15日、ジョージア州ダルースのジ・アリーナ・アット・グウィンネットセンターで開催された。

## 大会概要
本大会ではルーク・ロックホールドとコスタ・フィリッポウによるミドル級ワンマッチが組まれた。
キャリア6戦全勝のPXCフライ級王者ルイス・スモルカ、6戦全勝のベネイル・ダリウシュがUFCデビュー。

### カード変更
負傷などによるカードの変更は以下の通り。
- ジェイソン・ハイ → チャーリー・ブレネマン（第1試合）

- チアゴ・シウバ vs. オヴィンス・サンプルー → シウバの不祥事により中止

- ジェイソン・ハイ vs. アドラン・アマゴフ → アマゴフの負傷により中止

## 試合結果

### アーリープレリム
第1試合 ライト級ワンマッチ 5分3R
○  ベネイル・ダリウシュ vs.  チャーリー・ブレネマン ×
1R 1:45 リアネイキドチョーク
第2試合 ライト級ワンマッチ 5分3R
○  ヴィンス・ピチェル vs.  ギャレット・ワイトリー ×
3R終了 判定3-0（30-27、30-27、30-27）

### プレリミナリーカード
第3試合 フライ級ワンマッチ 5分3R
○  ルイス・スモルカ vs.  アルプトキン・オズキリッチ ×
3R終了 判定3-0（29-28、29-28、29-28）
第4試合 ミドル級ワンマッチ 5分3R
○  トレバー・スミス vs.  ブライアン・ヒューストン ×
3R終了 判定2-1（29-28、28-29、29-28）
第5試合 ライト級ワンマッチ 5分3R
○  エリアス・シルヴェリオ vs.  アイザック・ヴァリーフラッグ ×
3R終了 判定3-0（29-27、29-27、29-27）
第6試合 ライト級ワンマッチ 5分3R
○  ラムジー・ニジェム vs.  ジャスティン・エドワーズ ×
3R終了 判定3-0（30-27、29-28、29-28）

### メインカード
第7試合 フェザー級ワンマッチ 5分3R
○  コール・ミラー vs.  サム・シシリア ×
2R 1:54 リアネイキドチョーク
第8試合 フライ級ワンマッチ 5分3R
○  ジョン・モラガ vs.  ダスティン・オーティス ×
3R終了 判定2-1（28-29、29-28、29-28）
第9試合 ミドル級ワンマッチ 5分3R
○  ヨエル・ロメロ vs.  デレク・ブランソン ×
3R 3:23 TKO（グラウンドの肘打ち）
第10試合 バンタム級ワンマッチ 5分3R
○  TJ・ディラショー vs.  マイク・イーストン ×
3R終了 判定3-0（30-27、30-27、30-27）
第11試合 ミドル級ワンマッチ 5分3R
○  ブラッド・タヴァレス vs.  ロレンツ・ラーキン ×
3R終了 判定3-0（29-28、29-28、29-28）
第12試合 ミドル級ワンマッチ 5分5R
○  ルーク・ロックホールド vs.  コスタ・フィリッポウ ×
1R 2:31 KO（左ミドルキック）

### 各賞
ファイト・オブ・ザ・ナイト： ヨエル・ロメロ vs. デレク・ブランソン
ノックアウト・オブ・ザ・ナイト： ルーク・ロックホールド
サブミッション・オブ・ザ・ナイト： コール・ミラー
各選手にはボーナスとして5万ドルが支給された。